# Xian de Qingchuan
Le xian de Qingchuan (青川县 ; pinyin : Qīngchuān Xiàn) est un district administratif de la province du Sichuan en Chine. Il est placé sous la juridiction de la ville-préfecture de Guangyuan.

## Démographie
La population du district était de 249 411 habitants en 1999.